# Fahrendorfer Kanal
Der Fahrendorfer Kanal oder Fahrendahl-Fahrendorfer Kanal ist ein linker Nebenfluss der Oste im Landkreis Rotenburg (Wümme) in Niedersachsen, Deutschland. Sein Ursprung liegt im nordöstlichen Ortsgebiet von Brillit in Gnarrenburg.

## Verlauf
Der Fahrendorfer Kanal entsteht aus einem See im nordöstlichen Ortsgebiet von Brillit in Gnarrenburg. Der Kanal weist eine leicht schlängelnde Linienführung auf, verläuft neben Brillit durch die Orte Fahrendorf, Basdahl und Spreckens, wo er schließlich in die Oste mündet.
Der Fahrendorfer Kanal trifft bis auf die K102 in Spreckens nicht auf größere Verkehrswege, sondern verläuft größtenteils durch Moor-, Wiesen- und kleinere Waldgebiete.

## Umwelt

### Flora
Das Ufer des Kanals ist nicht befestigt, daher existiert eine starke Pflanzenentwicklung im Kanal- und Uferbereich. Im Abschnitt des Kanals in Fahrendorf besteht der Pflanzenbestand primär aus Igelkolben, Pfeilkraut, Laichkraut, Wasserpest und Wasserstern sowie Wasserlinsen. In Spreckens primär aus Teichrosen, Igelkolben und Pfeilkraut.

### Wasserqualität
Die Biologische Gewässergüteuntersuchung erfolgt im Jahr 1994, die Chemisch-physikalische Wasseranalyse im Jahr 1996. Der Fahrendorfer Kanal wurde in die Güteklasse II-III eingestuft. Im Wasser befinden sich erhöhte Konzentrationen von Ammonium und Coliformen Bakterien.

## Befahrungsregeln
Zum Schutz, dem Erhalt und der Verbesserung der Fließgewässer als Lebensraum für wild lebende Tiere und Pflanzen erließ der Landkreis Rotenburg (Wümme) 2015 eine Verordnung für sämtliche Fließgewässer. Seitdem ist das Befahren des Kanals von der Quelle bis zur Mündung ganzjährig verboten.

## Trivia
Der Niedersächsische Landesbetrieb für Wasserwirtschaft, Küsten- und Naturschutz listet den Fahrendorfer Kanal als Wasserkörper „WK 30021 Fahrendorfer Kanal“ auf und klassifiziert diesen als „Gewässer ohne Priorität“.